# Уршпрінген
Уршпрінген (нім. Urspringen) — громада в Німеччині, знаходиться в землі Баварія. Підпорядковується адміністративному округу Нижня Франконія. Входить до складу району Майн-Шпессарт. Складова частина об'єднання громад Марктгайденфельд.
Площа — 17,99 км2. Населення становить 1429 ос. (станом на 31 грудня 2020).